# Adeje (capital municipal)
Adeje es una entidad de población, capital del municipio homónimo, en la isla de Tenerife —Canarias, España—.

## Toponimia
El núcleo toma su nombre del antiguo reino de Adeje, siendo un término de procedencia guanche que significa, según algunos autores, 'macizo montañoso'.

## Características
Está situada a 280 m s. n. m., en una amplia plataforma abierta al suroeste y protegida por el este y el norte por un importante arco montañoso, muy erosionado, perteneciente al macizo de Adeje, que la aísla de la vecina Arona.
Está formada por los núcleos poblacionales de: Adeje Casco, El Galeón, Las Moraditas, Las Nieves, Los Olivos, La Postura y Las Torres, así como por viviendas en diseminado.
Como capital del municipio, Adeje cuenta con importantes instituciones públicas, como el propio Ayuntamiento o el Juzgado de Paz. Posee también los centros de educación infantil y primaria Adeje Casco, Los Olivos y Barranco Las Torres, los Institutos de Enseñanza Secundaria Adeje y Adeje 2, una escuela infantil municipal, la Escuela de Música de Adeje, la Escuela de Seguridad Integral de Adeje, el Centro de Educación Especial Los Olivos, varios centros sociales, un centro cultural, las iglesias de Santa Úrsula en el casco, San José en Los Olivos, iglesia de Las Nieves e iglesia de La Encarnación, cementerio y tanatorios municipales, un centro de salud y la policlínica Adeje, Casa de la Juventud, oficina de Correos, instalaciones deportivas como el pabellón polideportivo municipal Villa de Adeje, la Piscina municipal El Galeón o el campo municipal de deportes, una comisaría de la policía local y un cuartel de la Guardia Civil, varios centros comerciales, gasolineras, entidades bancarias, farmacias, comercios, bares y restaurantes, plazas y parques públicos y parques infantiles.
Parte de la superficie de la localidad se incluye en el espacio natural protegido de la Reserva natural especial del Barranco del Infierno.

## Demografía
La población se había estancado en las últimas décadas del siglo xx a causa de que el casco sólo cumplía funciones administrativas y que la expansión se localizaba en los barrios, ya que el casco de Adeje tenía limitaciones al crecimiento por los pocos propietarios que controlaban el entorno, con importantes fincas sin cultivar. Sin embargo ha experimentado un gran crecimiento desde los años noventa.[cita requerida]
| Núcleo                                                                        | Habitantes | Habitantes | Habitantes | Habitantes | Habitantes | Habitantes | Habitantes | Habitantes | Habitantes | Habitantes | Habitantes | Habitantes | Habitantes | Habitantes | Habitantes |
| Núcleo                                                                        | 2000       | 2001       | 2002       | 2003       | 2004       | 2005       | 2006       | 2007       | 2008       | 2009       | 2010       | 2011       | 2012       | 2013       | 2014       |
| Adeje Casco                                                                   | 1524       | 2051       | 2321       | 2623       | 3253       | 3631       | 3947       | 2852       | 2916       | 2964       | 2977       | 2997       | 3041       | 3133       | 3081       |
| El Galeón                                                                     | N.E.       | N.E.       | N.E.       | N.E.       | N.E.       | N.E.       | N.E.       | 1627       | 1814       | 1952       | 2071       | 2182       | 2318       | 2456       | 2424       |
| Las Moraditas                                                                 | N.E.       | N.E.       | N.E.       | N.E.       | N.E.       | N.E.       | N.E.       | 123        | 132        | 134        | 138        | 142        | 156        | 150        | 136        |
| Las Nieves                                                                    | 951        | 1489       | 2032       | 2585       | 2980       | 3233       | 3508       | 1227       | 1238       | 1243       | 1213       | 1225       | 1250       | 1256       | 1254       |
| Los Olivos-La Postura                                                         | 2714       | 4374       | 4969       | 5359       | 5937       | 6445       | 6689       | N.E.       | N.E.       | N.E.       | N.E.       | N.E.       | N.E.       | N.E.       | N.E.       |
| Los Olivos                                                                    | N.E.       | N.E.       | N.E.       | N.E.       | N.E.       | N.E.       | N.E.       | 1811       | 1812       | 1883       | 1861       | 1916       | 1971       | 1982       | 1960       |
| La Postura                                                                    | N.E.       | N.E.       | N.E.       | N.E.       | N.E.       | N.E.       | N.E.       | 4666       | 4677       | 4725       | 4646       | 4744       | 4893       | 4918       | 4809       |
| Las Torres                                                                    | 0          | 0          | 0          | 0          | 0          | 0          | 0          | 2226       | 2333       | 2427       | 2449       | 2465       | 2543       | 2553       | 2426       |
| Diseminado                                                                    | 97         | 118        | 107        | 116        | 100        | 77         | 59         | 48         | 41         | 39         | 36         | 37         | 35         | 28         | 20         |
| TOTAL                                                                         | 5286       | 8032       | 9429       | 10.683     | 12.270     | 13.386     | 14.203     | 14.580     | 14.963     | 15.367     | 15.391     | 15.708     | 16.207     | 16.476     | 16.110     |
| Los caracteres N.E. indican que esa Unidad Poblacional no existía en ese año. |            |            |            |            |            |            |            |            |            |            |            |            |            |            |            |

## Economía
La localidad ha tenido gran interés agrícola, tanto en el pasado como en la actualidad, pues la abundancia de suelos y el clima favorable, así como la disponibilidad de agua, han permitido los cultivos de regadío.[cita requerida]

## Patrimonio
Adeje cuenta con varios inmuebles declarados Bien de Interés Cultural en la categoría de Monumento. Estos son:
- Casa Fuerte[6]
- Antiguo Convento Franciscano de Nuestra Señora de Guadalupe y San Pablo[7]
- Iglesia de Santa Úrsula[8]

## Comunicaciones
Se accede a Adeje principalmente por la Autopista del Sur TF-1.

### Transporte público
Cuenta con varias paradas de taxis.
En autobús —guagua— queda conectado mediante las siguientes líneas de TITSA:
| Línea | Trayecto                                                 | Recorrido     |
| ----- | -------------------------------------------------------- | ------------- |
| 416   | Granadilla - Adeje (Los Olivos)                          | Horario/Línea |
| 417   | Los Cristianos - Guía de Isora (por Costa Adeje)         | Horario/Línea |
| 460   | Icod de los Vinos - Costa Adeje (por Guía de Isora)      | Horario/Línea |
| 473   | Los Cristianos - Acantilados de Los Gigantes (por Adeje) | Horario/Línea |
| 477   | Los Cristianos - A. Los Gigantes (directo)               | Horario/Línea |

## Lugares de interés
- Antiguo Convento de San Francisco (BIC)
- Apartamento Los Molinos
- Ayuntamiento de la Villa de Adeje
- Barranco del Infierno
- Casa Fuerte de Adeje (BIC)
- Golf Costa Adeje
- Hotel Fonda Central*
- Hotel Rotchill*
- Hotel Royal Garden Villas*****
- Iglesia parroquial de Santa Úrsula (BIC)
- Parque público Las Nieves
- Pensión Oasis*